# Bila Krynyzja (Schytomyr)
Bila Krynyzja (ukrainisch Біла Криниця; russisch Белая Криница Belaja Kriniza, polnisch Biała Krynica) ist eine Siedlung städtischen Typs im Osten der ukrainischen Oblast Schytomyr mit etwa 850 Einwohnern (2018).
Die Ortschaft wurde 1603 gegründet und erhielt am 20. Oktober 1938 den Status einer Siedlung städtischen Typs.
Bila Krynyzja liegt am Ufer des Teteriw im Rajon Schytomyr an der Grenze zur Oblast Kiew und der Territorialstraße T–10–05.
Die Siedlung befindet sich 32 km nordöstlich vom ehemaligen Rajonzentrum Radomyschl und etwa 90 km nordöstlich vom Oblastzentrum Schytomyr.
Am 18. Dezember 2019 wurde die Siedlung ein Teil der Siedlungsgemeinde Horodok, bis dahin bildete sie zusammen mit dem Dorf Ossiw (Осів) die Siedlungratsgemeinde Bila Krynyzja (Білокриницька селищна рада/Bilokrynyzka selyschtschna rada) im Nordosten des Rajons Radomyschl.
Am 17. Juli 2020 kam es im Zuge einer großen Rajonsreform zum Anschluss des Rajonsgebietes an den Rajon Schytomyr.